# General Mariano Alvarez

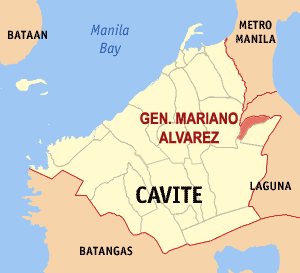
General Mariano Alvarez läge i Cavite

General Mariano Alvarez är en ort i Filippinerna som ligger i provinsen Cavite i regionen CALABARZON. Den har 112 446 invånare (folkräkning 1 maj 2000).
General Mariano Alvarez räknas officiellt inte som stad utan är en kommun. Kommunen är indelad i 27 smådistrikt, barangayer, varav samtliga är klassificerade som tätortsdistrikt.